# Candido Cannavò

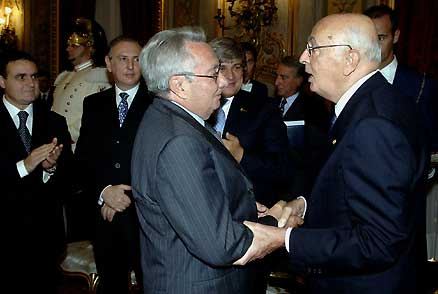
Candido Cannavò (links)

Candido Cannavò IPA: [ˈkandido kannaˈvɔ] (Catania, 29 november 1930 -Milaan, 22 februari 2009) was een Italiaans sportjournalist.
Hij was ook directeur (1983-2002) van het sportdagblad La Gazzetta dello Sport. Hij begon zijn carrière als sportjournalist bij La Sicilia toen hij 19 was. Hij was voorzitter van CUS Catania van 1952 tot 1955, waarna hij in dienst ging bij La Gazzetta dello Sport. In 1981 werd hij er onderdirecteur en in 1983 directeur. In deze periode consolideerde de Gazzetta zijn positie als belangrijkste Italiaanse sportdagblad en lanceerde Cannavo het weekblad Sportweek en de website van de Gazzetta. Cannavo verwierf nationale bekendheid om zijn talrijke tv-optredens over de Giro d'Italia en het Serie A-voetbal.
Hij schreef een autobiografie en verder over sociale thema's, over Italiaanse gevangenissen en over gehandicapten en daklozen. Hij stierf in februari 2009 aan een beroerte.

## Werken
- Una vita in rosa (2002)
- Libertà dietro le sbarre (2004)
- E li chiamano disabili (2005)
- Pretacci. Storie di uomini che portano il Vangelo sul marciapiede (2008)

## Bron
- Overlijdensbericht op de website van Gazzetta